# Ребёнок Бриджит Джонс. Дневники
«Ребёнок Бри́джит Джонс. Дневники» (англ. Bridget Jones’s Baby: The Diaries) — роман английской писательницы Хелен Филдинг, впервые опубликованный в 2016 году. Четвёртая часть цикла о Бриджит Джонс, продолжение романа «Бриджит Джонс. Без ума от мальчишки». Книга стала литературной основой сценария фильма «Бриджит Джонс 3». В 2017 году она была удостоена Премии Вудхауса.